# NGC 985
NGC 985 este o interacting galaxies⁠(d) situată în constelația Balena. A fost descoperită în 1886 de către Francis Leavenworth. Se află la o distanță de 187,7 de megaparseci de Pământ.